# ريوغو كابراك
ريوغو كابراك (باليابانية: 鏑木 亮吾) (23 مارس 1989 في ناغاساكي في اليابان – )؛ هو لاعب كرة قدم كان يلعب كمهاجم.

## وصلات خارجية
- ريوغو كابراك على موقع رابطة كرة القدم اليابانية للمحترفين (اليابانية)